# نهسك
نهسك (بالفارسية: نهسک) هي قرية تقع في قسم قلندرآباد الريفي في إيران. يقدر عدد سكانها بـ 143 نسمة بحسب إحصاء 2016.